# Brechlochtal
Das Brechlochtal oder Pfiskertal ist ein Bach in der Gemeinde Hopfgarten in Defereggen (Bezirk Lienz). Er entspringt an der Südseite der Lasörlinggruppe und mündet im Bereich von Plon von rechts in die Schwarzach.
Das Brechlochtal ist ein kleiner Bachverlauf, der im Lercherwald entspringt und im Oberlauf diesen durchquert. Zwischen den Ortschaften Lerch und  Hof durchfließt das Gewässer als Wiesen genutztes Grünland, durchquert im Anschluss erneut einen Wald und tritt danach bei Plon in den Talboden des Defereggentals ein. Der fast ausschließlich von Nord nach Süd verlaufende Bach unterquert zuletzt die Defereggentalstraße, biegt danach nach Osten ab und mündet kurz danach in die Schwarzach.